# غجر المغرب
أشارت بعض التقارير إلى وجود أفراد من الغجر بالمغرب. يقول توماس (2000) أنه قد تم الإبلاغ عن غجر مسلمين في المغرب. يشتبه في أنهم من «غجر كالو» ذي الأصول الإسبانية الذين هاجروا إلى المغرب لأسباب إقتصادية. ومع ذلك، لا وجود لإحصاءات حكومية ثتبت هذا الافتراض. ومن جهة أخرى، قد يكون صحيحاً أن الغجر الناطقين بالفرنسية أو المنوش ربما كانوا قد سافروا وعملوا في المغرب أو ما زالوا حتى اليوم يعملون في المغرب ولكن لا يوجد دليل على ذلك في الوقت الراهن. يذكر فيليبس (2001) نوعًا ما من المضاربة أن «بعض الكالي أو الخايتان ربما هم موجودون في المغرب». التقارير المتاحة ليست دقيقة بما فيه الكفاية لتأكيد هوية الغجر أو حتى وجود مثل هذه الجماعات من عدمه، ولكن في حالة وجودهم وثبوت أن أصلهم من الغجر، لكانوا قد هاجروا إلى أراضي المغرب الحالي من جنوب آسيا في نهاية المطاف، أو من أسبانيا.

## روابط خارجية
- Dom of North Africa: An Overview نسخة محفوظة 7 أبريل 2020 على موقع واي باك مشين. ، CF Thomas، Kuri 1: 1، January 2000 (Dom Research Center)